# Tupaia belangeri
Tupaia belangeri é uma espécie de mamífero arborícola da família Tupaiidae.
Pode ser encontrado na Malásia, Tailândia, Camboja, Vietnã, Laos, Mianmar, Bangladesh, Butão, Índia e China.